# Jacques-Louis de Valon
Pour les articles homonymes, voir Valon.
Jacques Louis Valon, marquis de Mimeure, né le 19 novembre 1659 à Dijon et mort le 3 mars 1719, est un militaire, poète, traducteur français et académicien français.

## Biographie
Menin du Dauphin, il entra dans la carrière militaire et devint lieutenant général. Louis XIV éleva la terre de Mimeure en marquisat autour de 1697 pour lui.
Il composa quelques pièces de vers qui ne furent pas imprimées. Poussé par le prince de Conti, Madame de Montespan et Boileau, il fut élu à l'Académie française le 2 décembre 1707 (fauteuil 3). On dit que ce fut Antoine Houdar de la Motte qui composa pour lui son discours de réception.
Le dernier travail littéraire que nous lui connaissons est une ode imitée d'Horace en 1715.
Sa femme, Charlotte Magdeleine de Carvoisin d'Achy, lui survécut jusqu'en 1724 et entretint une correspondance régulière avec Voltaire.
Il mourut sans descendance et le marquisat de Mimeure passa à son neveu à la veille de la Révolution, Claude Fyot de Vaugimois, qui devint ainsi Claude Fyot de Mimeure. Claude Fyot, marquis de Mimeure, n'eut qu'un seul fils Casimir qui à son tour n'eut qu'un seul descendant Claude. Claude mourut sans postérité et transmit son marquisat à Ferdinand de Buyer en 1874.

## Hommages
- Une rue de Mimeure (en l'honneur de Jacques-Louis Valon) existe à Dijon.